# Phanaeus amithaon
Phanaeus amithaon es una especie de escarabajo del género Phanaeus, familia Scarabaeidae. Fue descrita científicamente por Harold en 1875.
Se distribuye por México (Oaxaca) y los Estados Unidos (Arizona). Mide aproximadamente 13-28 milímetros de longitud.